# Tour KPMG
La tour KPMG, au 600, boulevard De Maisonneuve Ouest, est le 12e plus haut gratte-ciel de Montréal. Il mesure 146 mètres, pour 35 étages. Il a été bâti en 1987 par la firme Menkès Shooner Dagenais Létourneux Architecte.
Cet édifice a eu plusieurs noms : Place de la cathédrale, Tour KPMG, ou encore Maison des coopérants. Depuis 2006 le nom est Tour KPMG.
Elle abrite notamment des bureaux de la société éponyme KPMG .
Cet édifice contient dans son sous-sol un centre commercial, les Promenades Cathédrale, relié au Montréal souterrain. Pour construire la galerie marchande au sous-sol, on dut faire reposer, lors de la construction, l'église Christ Church, construite au XIXe siècle, sur des pilotis géants.
L'architecte de l'immeuble est l'agence canadienne WZMH Architects.